# Замок Балликэрбери
Замок Балликэрбери (англ. Ballycarbery) — руины замка, который находится в графстве Керри в Ирландии.

## История замка
Строение, находящееся сейчас на этом месте, не является оригинальным замком, который датируется XIII в., а было построено только в XVI в. Первоначально земля, на которой в XIV в. был построен замок, принадлежала клану Маккарти Мор, а затем в XV в. перешла в собственность более могущественному клану О'Коннеллов. В 1652 г., во время Английской революции, замок был разрушен армией Кромвеля.
Изначально замок был обнесён крепостной стеной. Сейчас можно увидеть только её остатки.
Замок упоминается в художественном фильме Leap Year («Високосный год», в русском прокате — «Как выйти замуж за три дня»), вышедшем в 2009 году.